# Varapatsorn Radarong
Julaluk Varapatsorn Radarong (Thai: วรภัสสร รดารงค์; * 20. März 1988 in Roi Et) ist eine thailändische Beachvolleyballspielerin.

## Karriere
Varapatsorn spielte 2006 bei den Phuket Open ihr erstes Turnier der FIVB World Tour mit Puttawan Wongchaiya. 2007 trat sie in Sentosa erstmals mit ihrer aktuellen Partnerin Tanarattha Udomchavee an. In den folgenden Jahren nahmen Varapatsorn/Tanarattha an den asiatischen Turnieren der World Tour in Phuket, Sanya und Ōsaka teil. Ihr bestes Ergebnis war dabei der 25. Platz. Die Phuket Open 2011 spielte Radarong mit Kamoltip Kulna und erreichte dabei den 13. Rang. Bei der Asien-Meisterschaft kam sie wieder mit Udomchavee zusammen und wurde Neunte. 2012 absolvierten Varapatsorn/Tanarattha in Åland ihr erstes Open-Turnier außerhalb Asiens. Die kontinentale Meisterschaft beendeten sie 2012 auf dem fünften Rang. 2013 erreichten sie bei der Continental Tour die Plätze fünf, drei und eins. Anschließend spielten sie ihre ersten Grand Slams in Shanghai, Den Haag und Rom. Bei der WM 2013 in Stare Jabłonki schieden sie sieglos nach der Vorrunde aus.